# Hamont-Achel
Hamont-Achel é uma cidade e um município da Bélgica localizado no distrito de Maaseik, norte da província de Limburgo, região da Flandres.
É conhecida por seu convento Achelse Kluis, habitado por Trapistas, que foi fundado em 1846.